# Georg-Dietrich von Puttkamer

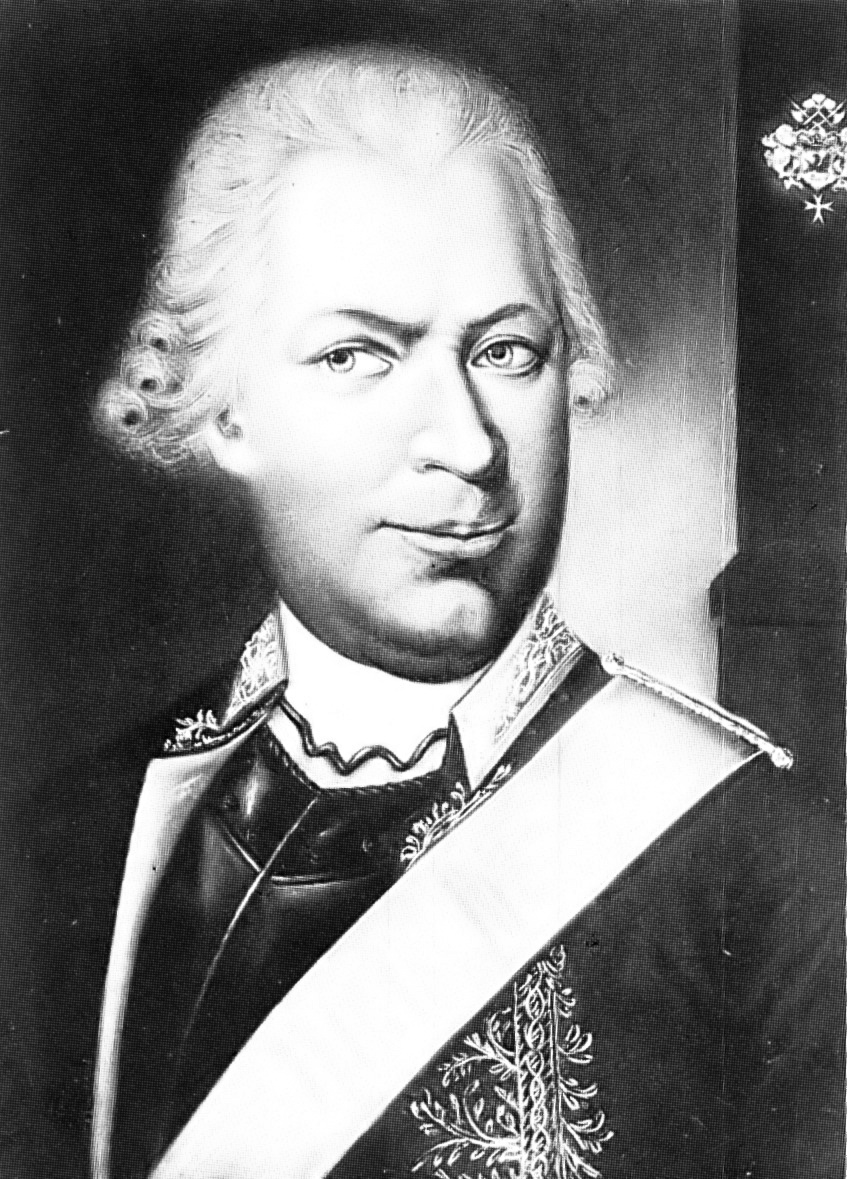
Georg-Dietrich Freiherr von Puttkamer

Georg-Dietrich Freiherr von Puttkamer (* 2. Februar 1681 in Wollin bei Stolp; † 15. September 1754 ebenda) war ein königlich polnischer Generalleutnant, Landrat und Gutsherr zu Wollin aus dem pommerschen Adelsgeschlecht Puttkamer.

## Familie
Georg-Dietrich Freiherr von Puttkamer war der zweitgeborene Sohn des Gutsherren zu Wollin Fabian Gottlieb von Puttkamer († 3. Mai 1684 infolge eines Duells) und der Helen Gottliebe von Puttkamer, geb. von Polenz († 1690 auf Wollin). Von Puttkamer war zwei Mal verheiratet und hatte zehn Kinder (fünf Töchter und fünf Söhne). Aus seiner ersten Ehe mit der Irländerin Anna Catharine von Straßburg, der Adoptivtochter des kaiserlich russischen Generals Patrick Gordon (unter dem Namen von Straßburg), gingen eine Tochter und zwei Söhne hervor, darunter Alexander Dietrich von Puttkamer, der Landrat des Kreises Stolp wurde. Aus seiner zweiten Ehe mit Esther Anna von Somnitz, der Tochter des Gutsherren Peter-Christoph von Somnitz zu Bewersdorf und seiner Frau Sophie, geb. von Versen (aus dem Hause Tietzow), gingen vier Töchter und drei Söhne hervor.

## Leben

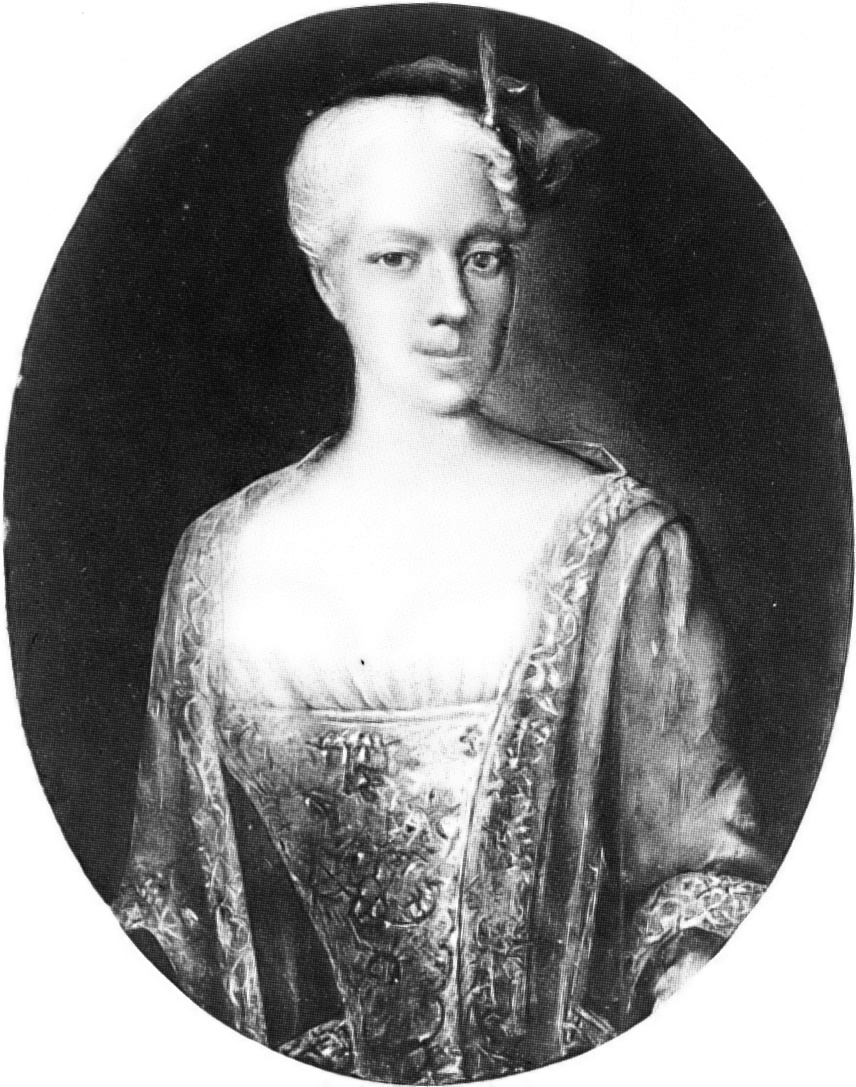
Esther Anna von Somnitz, die zweite Ehefrau und Mutter von sieben Kindern

Puttkamer entschied sich als zweitgeborener Sohn mit sechzehn Jahren für den Militärdienst als Soldat; zunächst stand er im brandenburgischen, ab 1699 im dänischen und ab 1702 im russischen Sold. Als russischer Offizier nahm er auch am Großen Nordischen Krieg teil. Im Jahre 1706 wechselte von Puttkamer in das polnische Militärdienstverhältnis und gehörte den polnischen Streitkräften bis zum Ausscheiden aus dem aktiven Dienst im Jahre 1741 als polnischer Generalleutnant an. Für den Wechsel auf die Seite Polens erhielt er 1714 die ausdrückliche Erlaubnis des preußischen Königs Friedrich Wilhelm. Puttkamer gilt als Starost von Sokolow.
Durch das in verschiedenen fremden Militärdiensten erlangte Vermögen war von Puttkamer finanziell in der Lage, bis 1715 alle Anteile des väterlichen pommerschen Familiengutes Wollin für sich zu erwerben und dort ein repräsentatives Herrenhaus und entsprechende Wirtschaftsgebäude neu zu errichten.
Die Persönlichkeit von Puttkamers wurde von Zeitzeugen wie folgt beschrieben:

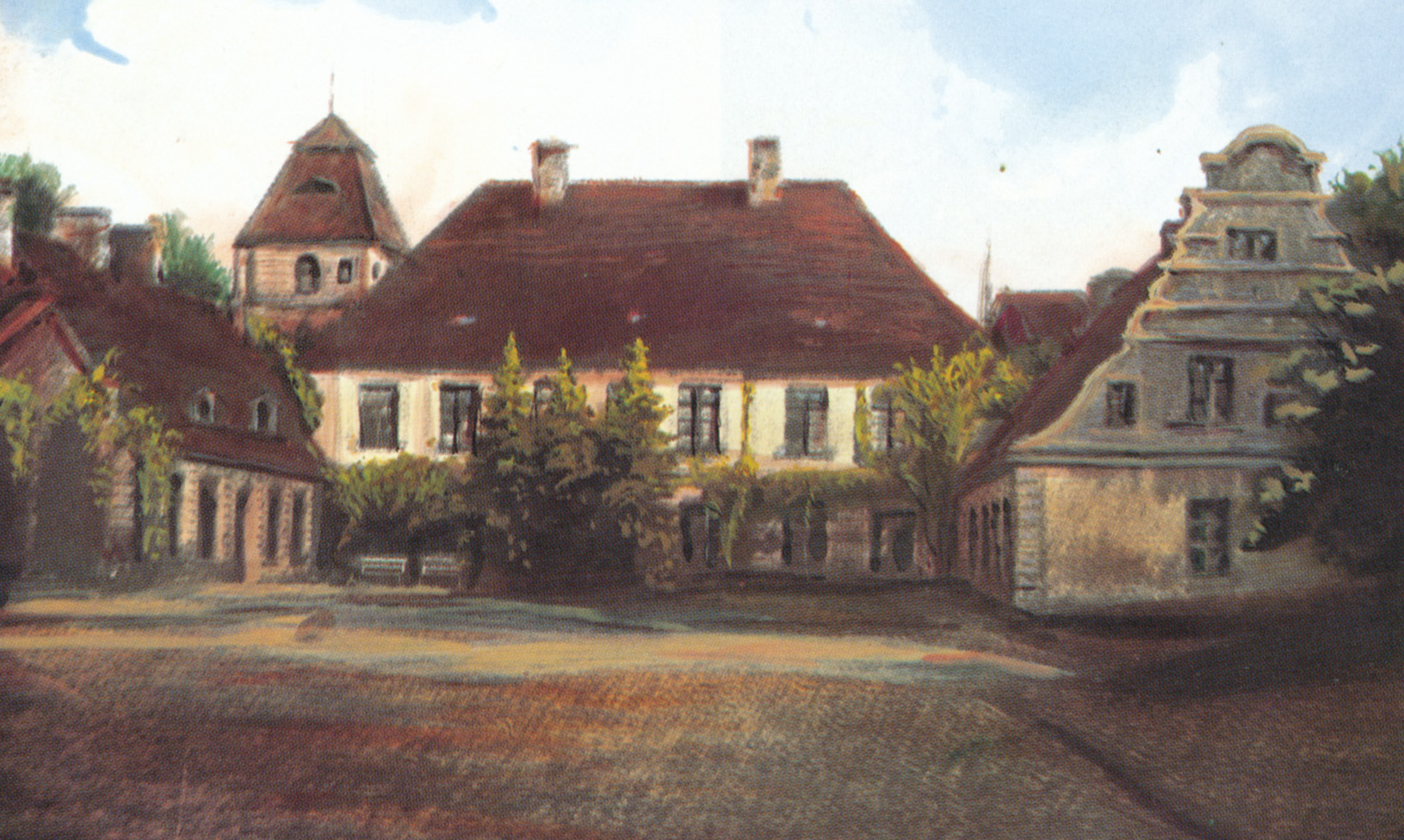
Gutshaus Wollin, Stammhaus aller heute noch lebenden Freiherren v. Puttkamer

„Georg war ein eigentümlicher Charakter. Er vereinigte einen tief religiösen Sinn mit echt russischen Gelüsten despotischer Willkür. Freigiebig gegen die Kirche und sorgsam Verbesserung des Schulunterrichts auf seinen Besitzungen anstrebend, trat er doch jedem Übergriff der Geistlichkeit in seine grund- und hausherrlichen Rechte mit Energie entgegen, zumal wies er einem Zeloten, der seine zu frommen Andachtsübungen sehr veranlagte zweite Gemahlin durch übertriebenen Eifer fast dem Tode nahe brachte, in äußerst drastischer Manier die Wege. Daß die Frictionen zwischen beiden Parteien nicht aufhörten, beweisen u. a. der Antrag des Generals vom Jahre 1732, worin er um Einpfarrung von Wollin nach Zezenow bat, da er mit dem Stojentiner Pastor nichts mehr zu tun haben wollte – ein Antrag, der abgelehnt wurde – und die Klage der Geistlichkeit vom 14. November 1742 wider ihn wegen Störung des Gottesdienstes.“
Der General galt ferner als ein Mann von herkulischen Körperkräften, der auf seinen ausgedehnten Ländereien manchen Wolf – nur alleine mit dem Stockbeil bewehrt – erlegt haben soll.